# Medaille voor Trouwe Dienst in de Zaltbommelse Burgerwacht
De Medaille voor Trouwe Dienst in 1940 in de Zaltbommelse Burgerwacht, in de stichtingsoorkonde in oude spelling "Medaille voor Trouwen Dienst in de Zaltbommelsche Burgerwacht" genoemd, werd in 1940 ingesteld en aan de leden van de Vrijwillige burgerwachten in Zaltbommel uitgereikt.
Aanleiding was een circulaire van het Ministerie van Binnenlandse Zaken dat op 19 juli 1940 alle burgemeesters in Nederland de opdracht gaf om de Vrijwillige Burgerwachten op te heffen. De leiding van een aantal van de Burgerwachten liet uit het resterende kasgeld een herinneringsmedaille slaan als dank voor de diensten, die de burgerwachters gedurende de mobilisatie van 1939-1940 hadden bewezen.
Er zijn tien verschillende versies van deze medaille bekend in tien verschillende gemeenten. Zie daarvoor de Medaille voor Trouwe Dienst in 1940.

## De Zaltbommelse burgerwacht

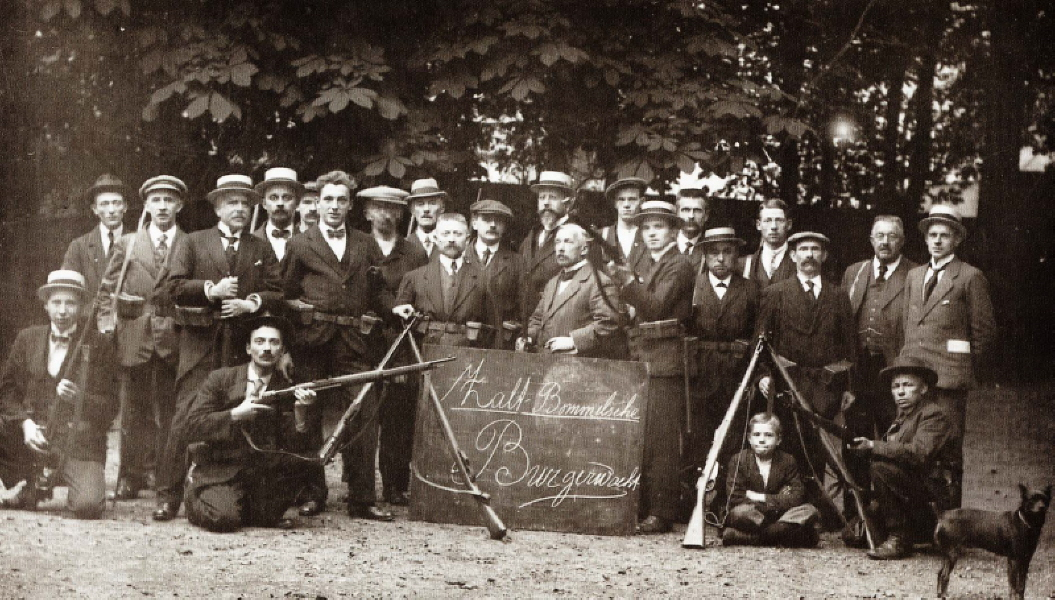
De Zaltbommelse burgerwacht in een heldhaftige pose rond 1920. Links naast het bord: H.J. van Boort en rechts achter het bord L. van Boort

De Zaltbommelse burgerwacht werd in 1919 ingesteld en hielp de politie bij het handhaven en herstellen van de openbare orde. Als er ergens relletjes waren, mocht een burgerwacht ingrijpen. De leden hielden regelmatig schietoefeningen. De burgerwacht beschikte, zo blijkt uit een bewaardgebleven foto, niet over een uniform. Een van de leden was wijnhandelaar Louis van Boort. De Burgerwacht heeft in enigerlei vorm tot 1949 bestaan. Het archief van de Vrijwillige Zaltbommelsche Burgerwacht 1919 - 1949 is in het streekarchief in Zaltbommel gedeponeerd.
Een in 1929 gewonnen Eerste Prijs bij Schietwedstrijden, uitgereikt door de Nederlandse Bond van Vrijwillige Burgerwachten bevindt zich in het Stadskasteel in Zaltbommel.